# Vešnjaki
Il quartiere Vešnjaki (in russo Район Вешняки?) è un quartiere di Mosca sito nel Distretto Orientale. Include nel suo territorio le località storiche di Vešjanki, Vladičino e Kuskovo, nonché il parco Kuskovo e l'omonima villa.
Il toponimo è noto dal XIV secolo come località e dal XV come sloboda dei granduchi Bortnikov. Dal 1577 al 1648 diviene proprietà degli Šeremetev, quindi passa agli Odoevskij e ai Čerkassij, quindi dal 1743 nuovamente agli Šeremetev. Negli anni 1880 è una zona di dacie residenziali.
Viene incluso nel territorio cittadino di Mosca nel 1960 come parte del quartiere Kalininskij fino al 1969 e come parte del quartiere Perovskij fino alla riforma del 1991, da cui lo scorpora.